# 陣屋事件
陣屋事件（じんやじけん）は、旅館「陣屋」（神奈川県・鶴巻温泉）で1952年（昭和27年）2月18日・19日に対局予定だった第1期王将戦第6局で、升田幸三・八段が木村義雄名人との対局を拒否した事件（棋士の段位・称号は当時、以下同じ）。

## 事件
第1期から第8期まで名人戦を主催していた毎日新聞社は、1949年（昭和24年）に契約条件を巡って日本将棋連盟と決裂し、名人戦は第9期から朝日新聞社が主催することとなった。
毎日新聞社は、新たな主催棋戦として「王将戦」を創設したい、と日本将棋連盟に申し入れた。王将戦の特徴は、七番勝負において、一方が三番勝ち越した時点で王将のタイトルが移動し、同時に「指し込み」が成立して、手合割が平手から「平香交じり（平手局・香落ち局を交互に行う）」に変わる（三番手直りの指し込み制度）を導入したことであった。古くから「指し込み制度」は存在したが、一方が四番勝ち越した時に手合割が変わる「四番手直り」が常識であったので、王将戦が「三番手直り」を採用したのは、異例の厳しい制度であった。「三番手直り」は挑戦者決定リーグ戦にも適用され、リーグ戦で三番負け越すと、それ以降は「平香交じり」で指すことになっていた。

升田幸三は、王将戦が「三番手直りの指し込み制度」を採用することを知り、
と気づき、連盟執行部に「三番手直りの指し込み制度」は採用しないように強く申し入れたが、升田の意見は通らなかった。
1950年（昭和25年）10月に、第1回王将戦（まず、A級の上位5人によるリーグ戦を行い、リーグ戦優勝者が、時の木村義雄名人と七番勝負（三番手直りの指し込み制度）を行って王将を決める）が開始された。七番勝負は、同年12月から1951年（昭和26年）2月に行われ、木村名人がリーグ戦優勝者の丸田祐三・八段を5勝2敗で下し、丸田を指し込んで終了した。
この時は、指し込みと同時に七番勝負が終わったため、香落ち局は指されていない。ただし、王将戦に限り、次に木村と丸田が対局する場合は、「平香交じり」の手合いで指すことになった。
王将戦は、1951年（昭和26年）度にタイトル戦に昇格して第1期王将戦と装いを改め、升田が挑戦者となった。木村名人・王将に升田が挑戦する第1期王将戦七番勝負は1951年（昭和26年）12月11日に開始した。1952年（昭和27年）2月11日・12日に大阪「羽衣荘」で行われた第5局で升田が勝利し、対戦成績を4勝1敗として木村王将を指し込み、王将位を獲得した。
第5局が終わった後に升田が受け取った第6局（2月18日・19日、旅館「陣屋」）の対局通知には、手合割が「香落ち」と明記されていた。升田は、それを見るまでは、名人を相手の香落ち局が実施されるのか半信半疑であったという。13歳の時に「この幸三、名人に香車を引いて勝ったら大阪に行く」と母親の物差しの裏に書き置いて郷里を出て棋士を目指した升田は、それから20年後に、名人に香車を引くことが実現することに感無量であったという。

第6局の前に升田が毎日新聞社に問い合わせると、「陣屋」は小田急線の鶴巻駅（現：鶴巻温泉駅）から歩いてすぐなので同行者は出さない、と告げられた。升田は、1948年（昭和23年）2月 - 3月に和歌山県・高野山で行われた第7期名人戦挑戦者決定戦（いわゆる「高野山の決戦」。詳細は「大山康晴#盤外戦」を参照）で、当時の名人戦主催社であった毎日新聞社から数々の冷遇を受けたこと、とりわけ真冬の高野山に行くのに毎日新聞社が同行者を出さなかったために苦しんだことを思い出し、この時点で毎日新聞社の対応に不快を感じたという。小田急線に一人で乗り、鶴巻駅から徒歩で「陣屋」に着いた升田は玄関のベルを押したが迎えの者が出て来ない。奥で宴会をやっている様子で、玄関に立つ升田の前を女中が忙しく行き来するが升田には目もくれない。通りかかった番頭が奥に声をかけても、升田が何度ベルを押しても誰も出て来なかった。

升田は、同じ鶴巻温泉の旅館「光鶴園」に入って酒を頼み、出された酒を飲んでいるうちに気分が落ち着いた。升田は、このまま「光鶴園」に泊まって、対局場の「陣屋」には翌日行って対局すれば良いと考えた。升田が「光鶴園」から「陣屋」に電話すると、主催社である毎日新聞の記者が出た。電話で事情を話すうちに升田は怒りが復活してきた。「陣屋」に居合わせた、棋界の大先輩である土居市太郎八段、毎日新聞の記者などの関係者が「光鶴園」に足を運び、升田をなだめようとしたが、升田の怒りは加速するばかりであった。
升田は「陣屋の非礼」より、積年の不満（戦前から関西棋士が冷遇されていたこと、「高野山の決戦」での毎日新聞社の冷たい仕打ち、自分の異議を無視して王将戦で「三番手直りの指し込み制度」を採用したことなど）をぶちまけたという。最後には「陣屋」の主が「光鶴園」に来て升田をなだめたが、升田は翻意しなかった。
翌日、対局日である2月18日の朝に、丸田祐三・八段が「光鶴園」に来て升田の説得を図った。丸田は日本将棋連盟の理事であり、かつこの対局（第1期王将戦第6局）の立会人であった。毎日新聞の記者が同席した。
升田は、ここでの丸田との問答を著書に記している。
河口俊彦は、「光鶴園」において升田と丸田の間で何があったかは、「当人がしゃべらなかったから判らない」（太字は引用者による）と述べている。
第1期王将戦第6局は対局中止となった。
倉島竹二郎は、下記のように指摘している。
1. 「将棋の升田幸三・八段」の名前は既に有名であったが、テレビがなくマスコミが未発達な当時、よほどの将棋愛好家でない限り升田の風貌を知らなかった。
2. 当時の升田は、ボサボサ頭にヒゲ面、復員服（階級章を外した古軍服）のような粗末な服を常に着ており、紳士とは程遠い、面識のない者から警戒されても仕方ない風体であった。戦後間もない貧しい日本であったが、升田が貧窮していた訳ではなく、升田なりの反骨精神で敢えて「汚い風体」をしていた。「陣屋事件」の時以外にも、対局場となった旅館で不審者扱いされ、トラブルになった例があった。
3. 後日に、倉島が升田から直接聞いたところでは、この日、升田は、「光鶴園」でも人相風体から「招かれざる客」扱いされて、最下級の部屋に通されて粗雑な扱いを受け、腹を立てたとのこと。升田が「陣屋」にいる棋界関係者と電話で話している様子から、「招かれざる客」が「将棋の升田幸三・八段」だと気がつくと、手のひらを返したように丁寧な扱いになり、上等な部屋に移るように案内されたとのこと。

東公平『升田幸三物語』(日本将棋連盟、1996年)の巻末に収録された「升田幸三 対局記録」には、各対局がどこで行われたかが判明する範囲で記されているが、「陣屋事件」が起きた「昭和27年2月18日、対 木村義雄名人、第1期王将戦第6局、於・鶴巻温泉『陣屋』」より前の対局で、「陣屋」で行われたと記されたものはない。

## 升田に１年間の対局停止処分、第1期王将位の剥奪処分
後に「陣屋事件」と呼ばれることになる本件について、日本将棋連盟では在京の理事が直ちに協議を始めた。翌日の2月19日には、関西から急遽上京した2名の理事が協議に加わった。
2月22日の午前10時に、東京・東中野の将棋会館（1949年（昭和24年）に取得）で、連盟会長の渡辺東一・八段が、「陣屋事件」について公式発表を行い、同時に渡辺会長以下の全理事が引責辞任した。
連盟の発表した処分の要旨は、
- 升田八段の行動は不当であったので、1年間の出場停止とする。
- 第1期王将戦については、木村名人が指し込まれて王将位が升田八段に移ったはずではあったが、第6局と第7局が行われない以上、七番勝負が完了せずに終わることとなるので、升田八段は最終的に王将位を獲得できず、第1期王将は空位となる。
- 3月4日に棋士総会を開いて「陣屋事件」について棋士に説明し、新理事を選任する。

であり、同時に、升田の行ったような勝手な行動は許されないという趣旨の「声明書」が発表された。
連盟理事会は、升田に対する正式な事情聴取は一切行わなかった。
河口俊彦は、第1期王将戦第6局が対局中止になったこと、連盟が升田に1年間の対局停止処分を速やかに科したことは、連盟理事・対局立会人として「陣屋事件」に深く関わった丸田祐三の意向によるものだろう、と述べている。

## 木村義雄名人の裁定により、処分取り消し
升田の行動を非として厳しく処分した連盟執行部に対し、世論が反発した。将棋通の著名人が、連盟の対処の当否を巡って新聞や雑誌で議論を戦わせる事態となった。棋士からは、「陣屋事件」について棋士総会に諮らずに、理事会だけの判断で升田を処分したことに異議が唱えられた。
3月4日に開かれた棋士総会では「『陣屋事件』の解決については、木村義雄名人に一任する」という結論となり、3月15日に改めて開かれた臨時棋士総会で、木村の裁定が発表された。
理事、臨時棋士総会に出席した棋士たちは、木村の裁定を了承した。なお、升田は「帰郷中」で3月15日の臨時棋士総会を欠席した。
升田が第1期王将位を獲得したことが確定し、「陣屋事件」が起きた第6局（手合割は香落ち）は改めて升田の不戦敗となり、3月30日・31日に東京・赤坂の「比良野」で行われた第7局（手合割は平手）は升田が勝ち、第1期王将戦は升田の5勝2敗で終了した。

## その後
事情はともあれ、「陣屋」に迷惑をかけたことを気にしていた升田は、第1期王将戦が決着した後、友人と共に「陣屋」を訪ねた。「陣屋」の主は升田を快く迎えてくれ、わだかまりは消えた。升田は、主の求めに応じて、即興の俳句を色紙に記した。
2010年現在、この色紙は「陣屋」の館内に展示されている。
河口俊彦によると、「陣屋事件」が解決した直後の、升田の復帰第一戦（九段戦、対 塚田正夫八段）は「陣屋」で行われた。対局場に「陣屋」が選ばれたのには、升田と「陣屋」の和解の意味合いがあった。対局の前夜、「陣屋」の主と升田は和やかに囲碁を打っていたという。この対局について著書に記している河口は、奨励会6級として記録係を務め、一部始終を目撃している。
なお、東公平『升田幸三物語』(日本将棋連盟、1996年)の巻末に収録された「升田幸三 対局記録」によると、陣屋事件の対局（昭和27年2月18日、対 木村義雄名人、第1期王将戦第6局、於・鶴巻温泉「陣屋」）の次となる「復帰第一戦」に該当するのは、「昭和27年3月30日、対 木村義雄名人、第1期王将戦第7局、於・赤坂『比良野』」である。升田の塚田正夫八段との対局は、「昭和27年8月26日、対 塚田正夫八段、第3期九段戦、於・鶴巻温泉『陣屋』」と「昭和27年10月14日、対 塚田正夫八段、第3期九段戦、於・鶴巻温泉『陣屋』」の2局が記載されており、「陣屋事件」から半年以上が経過している。
河口が述べることと、東の著書の「升田幸三 対局記録」の記載は整合しない。
「陣屋」では、この事件を契機として玄関前に陣太鼓を置き、客を迎える際に打ち鳴らすことを、2011年現在も継続している。
第1期王将となった升田は、翌年、1952年（昭和27年）度の第2期王将戦で、大山康晴名人との「被挑戦者決定戦」に1勝2敗で敗れ、王将位を失った。1953年（昭和28年度）の第3期王将戦では升田は大山名人（王将）に挑戦したが、2勝4敗1千日手で敗退。1954年（昭和29年）度は、健康状態が悪化した升田が1年間休場。升田が大山名人（王将）に挑戦した1955年（昭和30年）度の第5期王将戦では、升田が第1局から3連勝、大山名人を指し込んで王将位を奪取した。升田は香落ちの第4局（1956年（昭和31年）1月19日・20日、東京「比良野」）・平手の第5局を連勝して「名人に香車を引いて勝つ」を実現した（第6局・第7局は、升田の健康状態が悪化したために実施されず）。
なお、升田が大山名人を指し込んだ第5期王将戦で、第6局・第7局が実施されなかった経緯について、升田自身が著書に記している。